# Jean-Louis Aubert
Pour les articles homonymes, voir Aubert et Jean-Louis Aubert (homonymie).
Ne pas confondre avec Jean-Louis Aubert (1731-1814), écrivain français, ou avec Jean-Louis Jaubert.
Jean-Louis Aubert, né le 12 avril 1955 à Nantua (Ain), est un auteur-compositeur-interprète, chanteur, guitariste et producteur français, artiste de rock avec le groupe Téléphone, puis en solo et à partir de 2015 en tournée avec le groupe Les Insus ? composé des membres de Téléphone (à l'exception de la bassiste Corine Marienneau).

## Biographie

### Enfance et débuts

#### Débuts
Jean-Louis Aubert naît le 12 avril 1955 à Nantua où son père, Yves Aubert, occupe le poste de sous-préfet, et sa mère Nicole Aubert (1930-2025) est femme au foyer. En 1959, ses parents déménagent avec lui et ses deux sœurs à Senlis (dans l'Oise) où son père occupera les mêmes fonctions. Il est alors élevé par le personnel au service de ses parents. La famille déménage à Paris en 1965. Bien que scout et enfant de chœur, Jean-Louis devient un enfant difficile. En 1964, il découvre l'album des Beatles A Hard Day's Night, et reste profondément marqué par cette écoute.
En 1971, il commence sa scolarité au lycée Pasteur avec son ami d'enfance Olivier Caudron avec qui il avait formé l'année précédente son premier groupe Masturbation,. Peu porté sur les études, il se consacre déjà au lycée à son unique passion : la musique.
En 1973, le jeune homme change de lycée pour faire sa terminale au lycée Carnot à Paris où il se retrouve dans la même classe qu'un autre jeune rocker, Louis Bertignac qui, lui, redoublait. C'est le début d'une longue amitié qui a commencé par une rivalité musicale durant les premières semaines. Ensemble, ils forment le groupe Korange en 1973. À la fin de l'année scolaire en 1974, les deux amis obtiennent leur bac C.
En 1974, à 19 ans et tout juste bachelier, il part en voyage aux États-Unis, accompagné de son ami d'enfance Olive. Ils y mènent pendant cinq mois une vie de routards et sillonnent les routes en auto-stop avec leurs guitares, leurs répertoires de musique (Rolling Stones, Bob Dylan, Santana, Deep Purple, et chansons françaises), leur inconscience et leur confiance en eux. Ils croisent plusieurs fois Louis Bertignac et son ami Lionel Lumbroso durant le voyage. Ils survivent de la manche et de l'hospitalité de leurs rencontres. Ce voyage lui permet de prendre du recul face au fameux rêve américain.

#### Ses relations (1975-été 1976)
De retour à Paris, grâce à Louis Bertignac avec qui il est resté proche, Jean-Louis rencontre en 1975 la chanteuse Valérie Lagrange avec qui il a une liaison intime. Ensemble, ils forment avec le compagnon de cette dernière, le britannique Ian Jelfs, un nouveau groupe éphémère, Cool Rock, le temps de quelques concerts. Ils jouent des reprises de rock, de Rhythm and blues, mais aussi le reggae de Bob Marley. Jean-Louis, Valérie et Louis vivent ensemble en colocation dans un appartement à Bastille appartenant à la famille de Bernard Guetta et David Guetta, jusqu'à ce que Louis déménage quelques mois après pour s'installer avec sa nouvelle copine Corine Marienneau à Saint-Cloud. Aubert tente l'université de musicologie de Vincennes, mais passe beaucoup de temps à jouer de la guitare dans une cave avec ses colocataires.
En parallèle, Jean-Louis chante dans les fêtes de son quartier (le 16e arrondissement de Paris) et dans les universités, les grandes écoles, sur les campus. Grâce à Louis, il rencontre le batteur Richard Kolinka chez le chanteur Vince Taylor à Mâcon. Le batteur, qui vient d'écrire une chanson avec le bassiste Daniel Roux, propose à Jean-Louis Aubert (impressionné) de venir jouer dans leur groupe Sémolina en 1975. C'est à ce moment-là que naît l'amitié complice entre Jean-Louis et Richard.
Grâce au chanteur Antoine, Sémolina enregistre un 45 tours chez WEA à l'été 1976 : Et j'y vais déjà (face A, écrite et chantée par Daniel Roux), Plastic rocker (face B, écrite et chantée par Jean-Louis qui donne de sa voix pour la première fois). Warner Music Group enterre rapidement le disque, aujourd'hui collector, et le groupe, ce qui déçoit profondément les intéressés. Ainsi, Daniel Roux décide de partir ce qui met fin à Sémolina, et le duo Jean-Louis Aubert et Richard Kolinka forme le groupe Compartiment Tueur avec Jean-Robert Jovenet (futur Extraballe) au chant et François Camuzeaux (qui vient de quitter les Dogs) à la basse. Mais la nouvelle formation se sépare après quelques séances de répétitions dans la cave de la maison de Louis Bertignac à Saint-Cloud. Entre-temps, le groupe Cool Rock avec Jean-Louis et le couple Valérie-Ian se sépare au début de l'été 1976. Ce qui n'empêche pas le trio de partir ensemble en vacances à Ibiza.

#### Les prémices de Téléphone (été-automne 1976)
Durant l'été 1976, Jean-Louis s'installe avec ses amis François Ravard (futur manager de Téléphone) et Olive dans un appartement du XVIe arrondissement de Paris. À la fin de l'été 1976, après avoir entendu une émission de radio parlant de la vague punk naissante, Jean-Louis se lance dans un nouveau projet musical avec ses amis Olivier Caudron au chant et guitare et Richard Kolinka à la batterie. À la demande de Jean-Louis, deux répétitions ont lieu dans la cave chez Louis et Corine à Saint-Cloud avec le bassiste Lionel Lumbroso (un ami de Louis) pour tester la cohésion du groupe. Durant ces deux séances, les musiciens travaillent sur des chansons écrites par Jean-Louis Aubert comme Hygiaphone.
Un problème se pose au groupe : une formation où les trois membres se voient chanteur-leader-auteur-compositeur (Lionel Lumbroso, Jean-Louis Aubert et Olive). Ils décident de se séparer rapidement en octobre. Mais Richard a organisé un concert pour le 12 novembre 1976 au Centre américain de Paris, boulevard Raspail, et il n'y a que son binôme Jean-Louis Aubert pour l'accompagner.

### Téléphone

#### Formation et ascension
Pour le concert à venir le 12 novembre 1976 au Centre Américain de Paris, le duo Jean-Louis et Richard font appel à leur ami musicien qui se trouve être libre pour ce concert : Louis Bertignac. Ce dernier impose sa petite amie Corine Marienneau, avec qui ils ont joué ensemble dans le groupe Shakin' Street. Après 10 jours de répétitions dans la cave de Ginette Kolinka, la mère de Richard, le groupe donne son concert devant 600 personnes,,. Leur répertoire est essentiellement composé de reprises anglo-saxonnes (Rolling Stones, Led Zeppelin), mais aussi des premières chansons écrites par Jean-Louis Aubert, dont Hygiaphone et Métro (c'est trop). C'est une énorme ovation pour le nouveau groupe qui devait rester éphémère malgré les tensions entre les membres, qui prend le nom de Téléphone et qui devient rapidement un groupe phare du rock français de la fin des années 1970. Jean-Louis Aubert compose la majeure partie des chansons du groupe, joue de la guitare et chante.
En 1978, une première brouille dans le groupe a lieu en raison de l'intégralité des droits d'auteurs versés à Jean-Louis Aubert seul. Le problème est vite rectifié et les chansons suivantes sont désormais créditées Téléphone. L'album Crache ton venin de 1979, avec le titre la Bombe humaine, devient un hit avec 450 000 albums vendus. Le groupe devient un phénomène de société. Durant les sessions, le groupe rencontre leurs idoles, les Rolling Stones qui enregistraient à côté. Mick Jagger prévient le groupe au sujet de la présence de Corine comme bassiste : "Vous allez vous engueuler. Ça va pas être facile. Je donne pas longtemps de votre groupe".
En 1980, le groupe est à son apogée et part à New York pour enregistrer l'album Au cœur de la nuit dans le fameux studio de Jimi Hendrix. Alors que l'album connait une nouvelle réussite commerciale, le groupe joue en première partie d’Iggy Pop en Angleterre et en Allemagne.
En 1982, ils réalisent leur rêve : jouer en première partie des Rolling Stones à l'hippodrome d'Auteuil devant près de 80 000 personnes.

#### Séparation (1985)
En 1985, Jean-Louis devient papa avec la naissance de son fils Arthur qui deviendra photographe et réalisera la pochette de l'album de son père Roc'éclair en 2010. Marqué par la naissance de son fils, il écrira la chanson Le jour s'est levé qui parle de la mort qui donne un sens à la vie. Mais les sessions d'enregistrements de la chanson seront difficiles car le chanteur décide d'effectuer un virage artistique pour un son plus commercial ce que le groupe (en particulier son compère Louis Bertignac) n'accepte pas. Malgré tout, la chanson sort en single et rencontre un très fort succès.
En avril 1986, après dix années d'aventure, cinq albums studio (Téléphone, Crache ton venin, Au cœur de la nuit, Dure Limite et Un autre monde) en tête des ventes, plusieurs tournées et concerts gigantesques, le groupe se sépare en deux, à la suite de mésententes, des problèmes d'égo, la pression médiatique et l'usure : Aubert'n'Ko avec Jean-Louis Aubert et Richard Kolinka d'un côté, Bertignac et les Visiteurs avec Louis Bertignac et Corine Marienneau de l'autre.

### Carrière solo

#### Montée progressive de popularité en solo (1986-1994)
Lorsque le groupe Téléphone se dissout le 21 avril 1986, Jean-Louis décide de réaliser un travail plus personnel pour sa carrière solo. Avec Richard Kolinka (son copain de toujours), il publie, le 6 juin 1986, le tube Juste une illusion (sous le nom de Aubert'n'Ko). Puis, en février 1987, toujours sous ce nom, sort l'album Plâtre et Ciment, (en format 33 tours ET CD) produit par David Tickle. Après un démarrage difficile, l'album, suivi d'une tournée (dont un concert filmé au Bataclan), franchit malgré tout la barre des 150 000 ventes.
En 1989 sort l'album Bleu Blanc Vert, avec une approche musicale s'éloignant de plus en plus du son de Téléphone. Cet album au ton intimiste et largement inspiré par la défense de notre planète comporte des succès tels que Voilà c'est fini, Locataire ou encore Univers. On remarque aussi les guitares d'Axel Bauer sur le morceau Attentat.
En 11 juin 1993 sort l'album H. Album introspectif, comprenant le succès Temps à nouveau, il sera certifié double disque d'or pour plus de 200 000 ventes. Il est enregistré dans des studios itinérants (dont l’Hôpital éphémère, fameux squat d’artistes parisiens à cette époque) pendant la première guerre du Golfe, avec la participation de Paul Personne et Princess Erika. H propose les interrogations de son auteur sur l'absurdité de la condition humaine. Il servira de base à l’une des plus grosses tournées d’Aubert, dont sera tiré le live Une page de tournée en 1994.
Le 26 mai 1994, Jean-Louis et son ami Richard Kolinka rejoignent Louis Bertignac et Corine Marienneau sur la scène du Bataclan pour une reformation éphémère du groupe Téléphone en interprétant cinq titres de leur répertoire, dont Un autre monde et Crache ton venin. Malgré ce concert, le projet de reformation officiel pour les vingt ans du groupe est annulé, et Jean-Louis et Louis retournent à leur carrière solo respective.
En 1995, il co-écrit et enregistre avec Barbara deux titres (Le Couloir, Vivant Poème ) qui figurent sur l'ultime album de cette dernière. Vivant Poème, conçu initialement comme un duo, ne sortira jamais officiellement comme tel, mais la version chanté par Aubert figurera sur Stokholm.

#### Stockholmet nouvel échec de reformation de Téléphone (1997-2000)
En 1997, Jean-Louis Aubert sort son 4e album solo, Stockholm, produit par Gordon Cyrus (en), qui restera un album surprenant, aux influences multiples et aux sonorités variées, en témoigne le nombre d'intervenants et de studios d'enregistrement ou de mixage mis à contribution. L'histoire veut que Jean-Louis se soit fait dérober le sac contenant tous ses textes et ses compositions et qu'à la suite de ce « léger incident », il soit parti pour Stockholm afin d'y composer cet album sur le vif, somme de ses souvenirs d'écriture et de ses inspirations du moment. L'album qui rencontre un succès moindre est certifié disque d'or pour plus de 100 000 ventes. L'année suivante, Jean-Louis Aubert sort son second album live aux sonorités acoustiques, Concert privé, avec la complicité de plusieurs artistes tels Les Nubians. Il y reprendra un titre de Noir Désir (Lolita nie en bloc) en duo avec le groupe Louise Attaque. Le 25 juillet 1998, Jean-Louis joue en première partie du concert des Rolling Stones au Stade de France inauguré quelques mois plus tôt. Il est donc le premier artiste à s'y produire.
Le 26 mai 1999, Jean-Louis Aubert dépose officiellement la "marque" Téléphone à l'INPI (Institut national de la propriété industrielle) à son nom, sans consulter les autres. Cette information restera secrète pour les trois autres compères pendant dix ans.
Le 29 mai 1999, après s'être réconcilié avec son ami, Jean-Louis rejoint Louis Bertignac pour deux morceaux en acoustique (Un autre monde et La bombe humaine) lors du concert à l’Esplanade de la Villette. Tous deux retrouvent le plaisir de jouer ensemble. À la même époque durant un déjeuner avec le patron de l'agence artistique Artmédia Bertrand de Labbey, Jean-Louis apprend de ce dernier qu'il ne retrouvera jamais la popularité qu'il a eu avec Téléphone. En effet, le dernier album de l’artiste s'était vendu à 100 000 exemplaires, alors que Virgin a vendu 3 millions d'albums de Téléphone entre 1993 et 1999. Selon De Labbey, Téléphone s'était séparé trop vite sans avoir eu le temps de dire au revoir au public. Quelques jours après ce déjeuner, Jean-Louis recontacte l'agent artistique en lui annonçant que Louis et Richard Kolinka sont heureux de reformer le groupe. Ce serait une excellente surprise pour le public à l'aube de l'an 2000 pour De Labbey. Il ne reste que la bassiste Corine Marienneau à convaincre et Louis s'en charge. Après que les membres aient passé une partie du mois de juillet à discuter avec De Labbey dans son bureau pour mettre les choses au point, dont le reversement d'une partie des droits d'auteur à la fondation Abbé Pierre, le groupe se retrouve un soir en fin juillet dans le studio de Jean-Louis, La Loupe pour discuter avant de jouer. Mais lorsque la discussion arrive pour désigner le bassiste qui suppléera Corine pour certains concerts, et que Louis doit s'absenter pour répondre à un appel de sa compagne Julie Delafosse, la situation dégénère entre Jean-Louis et Corine qui lui crie « Tu n’es pas, tu ne seras jamais jamais mon patron. ». À la suite de cet incident, Jean-Louis annule la reformation et les membres repartent chacun de leur côté.
La même année en 1999, Jean-Louis Aubert participe au disque au profit du mouvement Emmaüs avec la chanson Veille sur moi qu'il interprète à la télévision le soir du réveillon de l'an 2000 devant l'abbé Pierre. En 2000, il participe à l'album Hommages à Balavoine en reprenant Le chanteur, puis chante en duo avec Patrick Bruel Les rues de Philadelphie pour le festival Solidays et monte sur la scène d'un concert de Johnny Hallyday à la Tour Eiffel pour interpréter en duo sa chanson Fils de personne. Après cela, Jean-Louis part en voyage en Jamaïque et au Maroc. À son retour, l'artiste décide d'engager le réalisateur Renaud Letang (connu pour travailler avec Manu Chao) et de nouveaux musiciens, dont Albin de la Simone, pour réaliser son prochain album.

#### Années 2000: Un artiste populaire aux albums à la simplicité retrouvée
En 2001, Jean-Louis Aubert sort l'album Comme un accord. Cet album montre les inspirations et les idées de l'auteur, notamment avec Comme un accord, Alter Ego inspiré par son ami Olivier Caudron, ou l'électrique Milliers Millions Milliards. Pour la première fois, le batteur Richard Kolinka est absent de l'album, la batterie étant tenue par Fabrice Moreau (le demi-frère de Patrick Bruel). Le disque est enregistré dans le studio de Jean-Louis par Myriam Eddaïra. Une tournée à guichets fermés de plusieurs mois découlera de l'album, saluant le succès de ce dernier, suivi d'un DVD, Comme on a dit retraçant la tournée de plus de 100 dates. Dans la même période Jean-Louis enregistre son désormais célèbre duo avec le chanteur Raphael : Sur la route. Ce dernier rejoindra d'ailleurs son copain sur scène lors de la tournée Comme un accord.
À 50 ans, en 2005, Jean-Louis Aubert publie sa nouvelle « tête de gondole », album nommé d'un oxymore : Idéal standard. Comme à son habitude, Aubert met le ton avec des musiques recherchées, textuellement et musicalement. L'album remporte un beau succès (le mieux vendu depuis 1987), et une nouvelle tournée est enclenchée, rallongée de plusieurs dates par son succès. Le DVD "Idéal Tour", retraçant le parcours de Jean-Louis Aubert sur les routes de France et en concerts pendant la tournée, sort quelques mois plus tard et s'écoule à plus de 50 000 exemplaires.

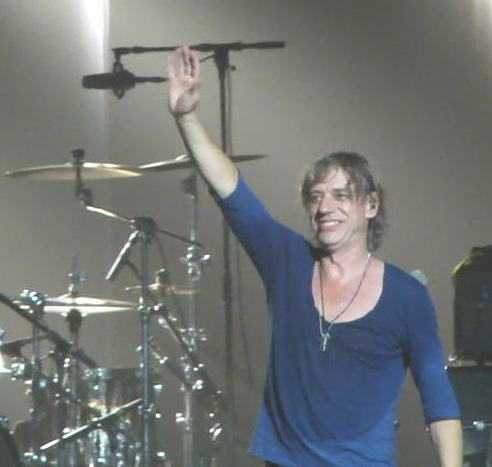
Jean-Louis Aubert en concert à Strasbourg en juin 2011.

En 2006, Jean-Louis Aubert est attristé par la perte de son ami Olive, mort d'une tuberculose, et fâché par la sortie du livre Au fil du temps de Corine Marienneau, où cette dernière s'en prend à lui quand ils jouaient ensemble du temps de Téléphone et après la séparation. À l'enterrement d'Olive, Jean-Louis croise Corine pour la dernière fois et lui dit un simple « Bonjour madame. » Depuis ce jour, il a rompu tout contact avec elle. Quelques mois plus tard, Jean-Louis apparaît avec ses anciens compères Richard et Louis à l'émission Taratata de Nagui où ils reprennent ensemble Ça (c'est vraiment toi).
En 2007, Aubert décide de se lancer seul dans les salles de concerts, avec une simple guitare acoustique, retraçant en intimité avec le public, sa carrière depuis les débuts de Téléphone jusqu'à Idéal Standard. La tournée dont la grande majorité des concerts affiche « complet » est dédiée à son ami Olivier Caudron, Olive du groupe Lili Drop, à titre posthume. Un tour sur moi-même, tournée de quatre mois à l'origine, durera finalement pratiquement une année, à la suite des demandes du public. Un DVD Un tour sur moi-même... avec vous sort en juin 2008 et se vend à plus de 40 000 exemplaires. Jean Louis y reprend une chanson de Barbara Dis, quand reviendras-tu ?. Reprise qui figurera dans l'album Premières Prises ainsi que dans un coffret en série limitée.

### Années 2010–2020: albums intimes et fidélité populaire

#### Roc'éclair: album de deuil (2010-2012)

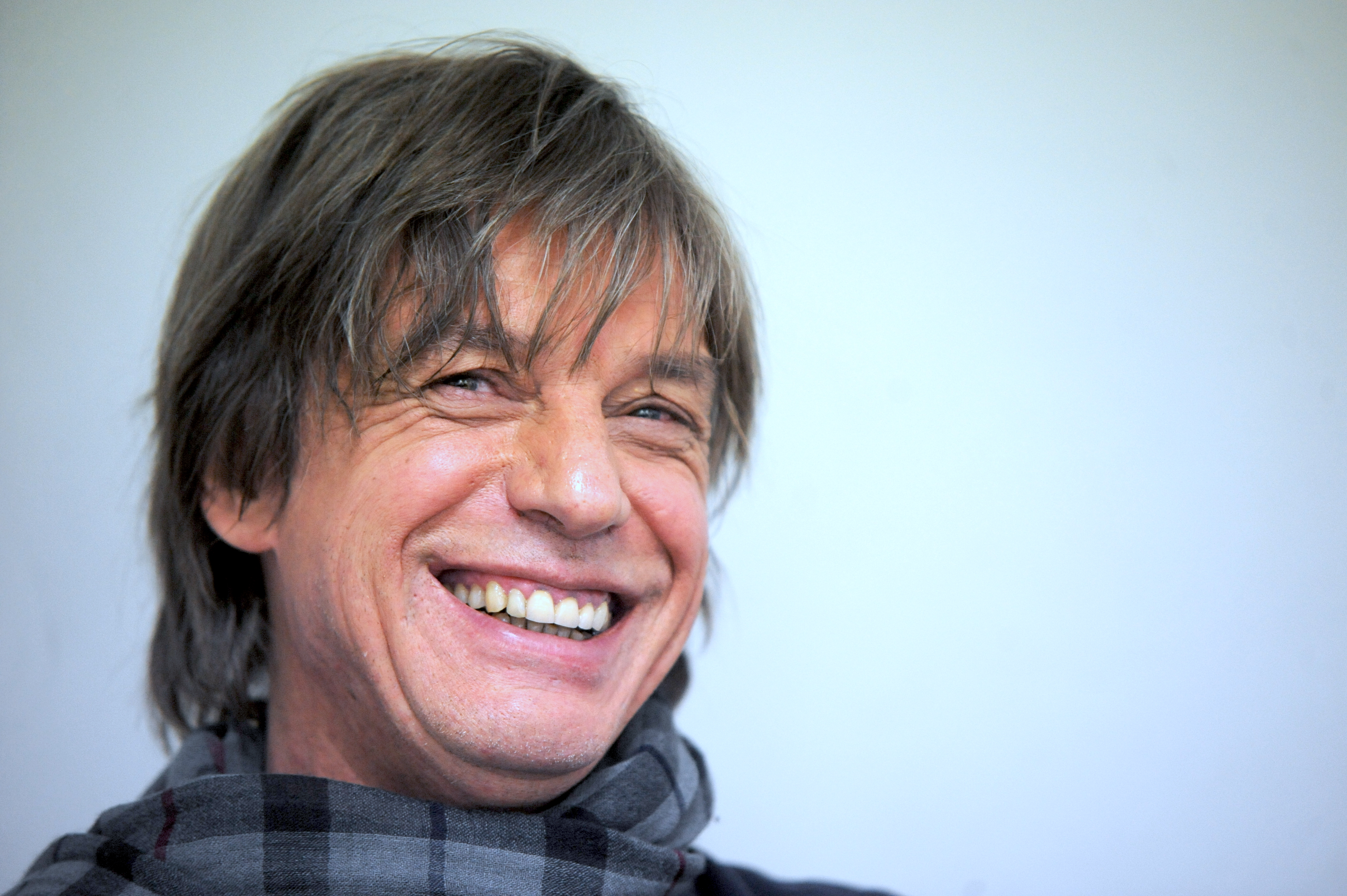
Jean-Louis Aubert, le 28 novembre 2010 à Paris.

Le 29 novembre 2010, il sort son album Roc'éclair, dont le premier single extrait est Demain sera parfait, l'album termine ses ventes triple disque de platine avec plus de 370 000 exemplaires écoulés. La tournée Roc'éclair Tour démarre dans la foulée le 9 avril 2011 à Évry, après un passage remarqué au 1er étage de la tour Eiffel le 28 mars pour un concert privé. Accompagné de neuf musiciens, il parcourt la France pendant plus de sept mois donnant 72 concerts dont 23 Zéniths, ainsi qu'un Concert unique enregistré pour France Télévisions sur le site des mines de Bruoux dans le Vaucluse. La tournée prend fin début décembre 2011 juste après son premier Paris Bercy, le 28 novembre, qu'il remplit de 18 000 spectateurs. Le concert est également diffusé dans près de 50 cinémas dans toute la France. L'album Roc'éclair se verra récompensé par le prix de « l'album RTL de l'année ».
En 2010, Jean-Louis Aubert est le dixième chanteur français le mieux rémunéré de l'année. En 2011, il est le troisième chanteur français le mieux rémunéré de l'année. En 2012, il est huitième de ce classement annuel.
Le samedi 3 mars 2012, Jean-Louis Aubert reçoit sa première Victoire de la musique en solo dans la catégorie « Spectacle/Tournée de l'année » pour son Roc'Eclair Tour. En 1985, Téléphone avait été récompensé pour l'album Un autre monde dans la catégorie « Album Rock de l'année ».
En 2012, alors qu'il est à la recherche d'un local pour répéter sa nouvelle chanson Vingt Ans, il achète un moulin en Eure-et-Loir et s'installe là-bas.
Durant l'été 2012, en juillet, Jean-Louis Aubert repart sur les routes des festivals pour une courte tournée d'été d'une dizaine de dates, toujours sous le nom de Roc'Eclair Tour, ce qui porte à 82 le nombre total de concerts donnés pendant la tournée. Fin 2012, il sort un nouveau single Vingt Ans, extrait de la bande originale du film Amitié sincère. À la suite d'un problème automatique du site de partage de vidéo Youtube, le clip officiel de la chanson a été supprimé durant plusieurs jours.

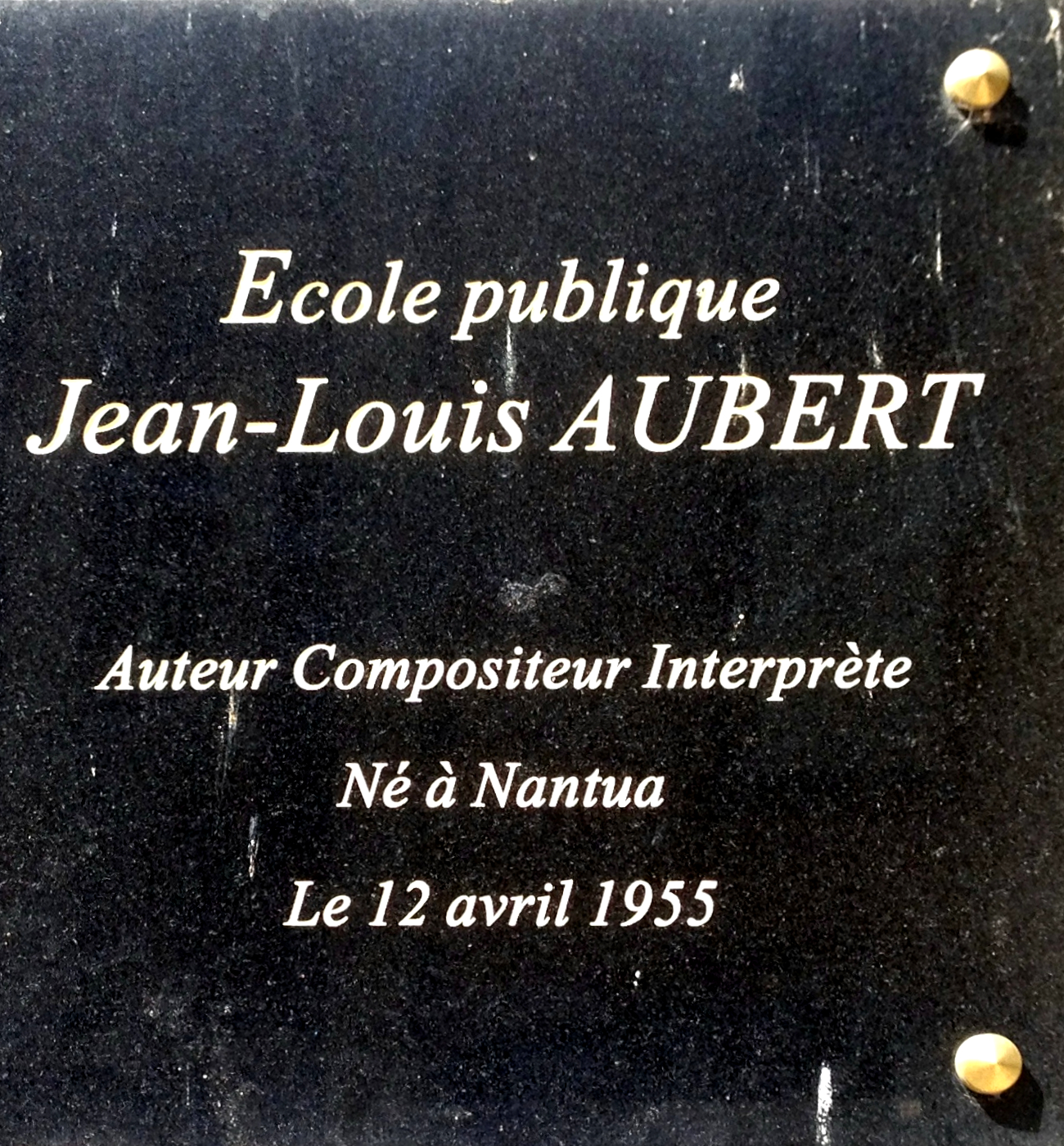
Plaque de l'école Jean-Louis-Aubert à Nantua.

Jean-Louis Aubert a donc su, durant toutes ces années, dépasser les modes et accrocher un public toujours présent. Il reste à ce jour, l'une des grandes icônes du rock français. Cette reconnaissance lui permet d'être présent aux concerts des Enfoirés auxquels il a participé depuis 1994.2002 à 2005, 2007 depuis 2009. En 2012, son nom est donné à une école de sa ville natale, Nantua.

#### Les Parages du vide: collaboration avec Michel Houellebecq (2014)
Depuis 2012, il réside à Jouy, en pays beauceron, où il a enregistré seul son album suivant, son huitième album solo, Les Parages du vide (ou Aubert chante Houellebecq : Les Parages du Vide) qui sort le 14 avril 2014. Cette fois, pas d'écriture de texte pour Aubert qui s'exerce à mettre en musique les poèmes de Michel Houellebecq issu du livre Configuration du dernier rivage. En une semaine, il s'écoule à 20 000 exemplaires. Malgré l'encensement de la presse, le disque se vend moins que le précédent, Roc éclair. En juin 2014, l'album est certifié disque de platine. Aubert part ensuite pour une tournée d'un peu plus de 30 dates du 1er octobre au 12 décembre 2014. En raison des ventes modestes de l'album, peu de concerts affichent « complet ». Cependant, souhaitant une proximité avec le public, le chanteur choisit volontairement d'éviter les Zéniths, préférant jouer dans des salles plus intimistes.
Pendant cette tournée, il joue pendant la première heure l'intégralité de son nouvel album avec des interventions de Michel Houellebecq sur un écran géant en fond de scène, puis enchaine avec ses plus grands tubes. Aubert avouera dans une interview qu'il était dans l'écriture d'un album totalement différent avant de tomber sous le charme des poèmes de son désormais ami Houellebecq.
Jean-Louis Aubert reprend On the Road Again de Bernard Lavilliers avec ce dernier sur son album Acoustique sorti le 24 novembre 2014 et participe au projet La Bande à Renaud de reprises de chansons de Renaud en interprétant Manu.

#### Les Insus (2015-2017): tournée de réunion partielle de Téléphone

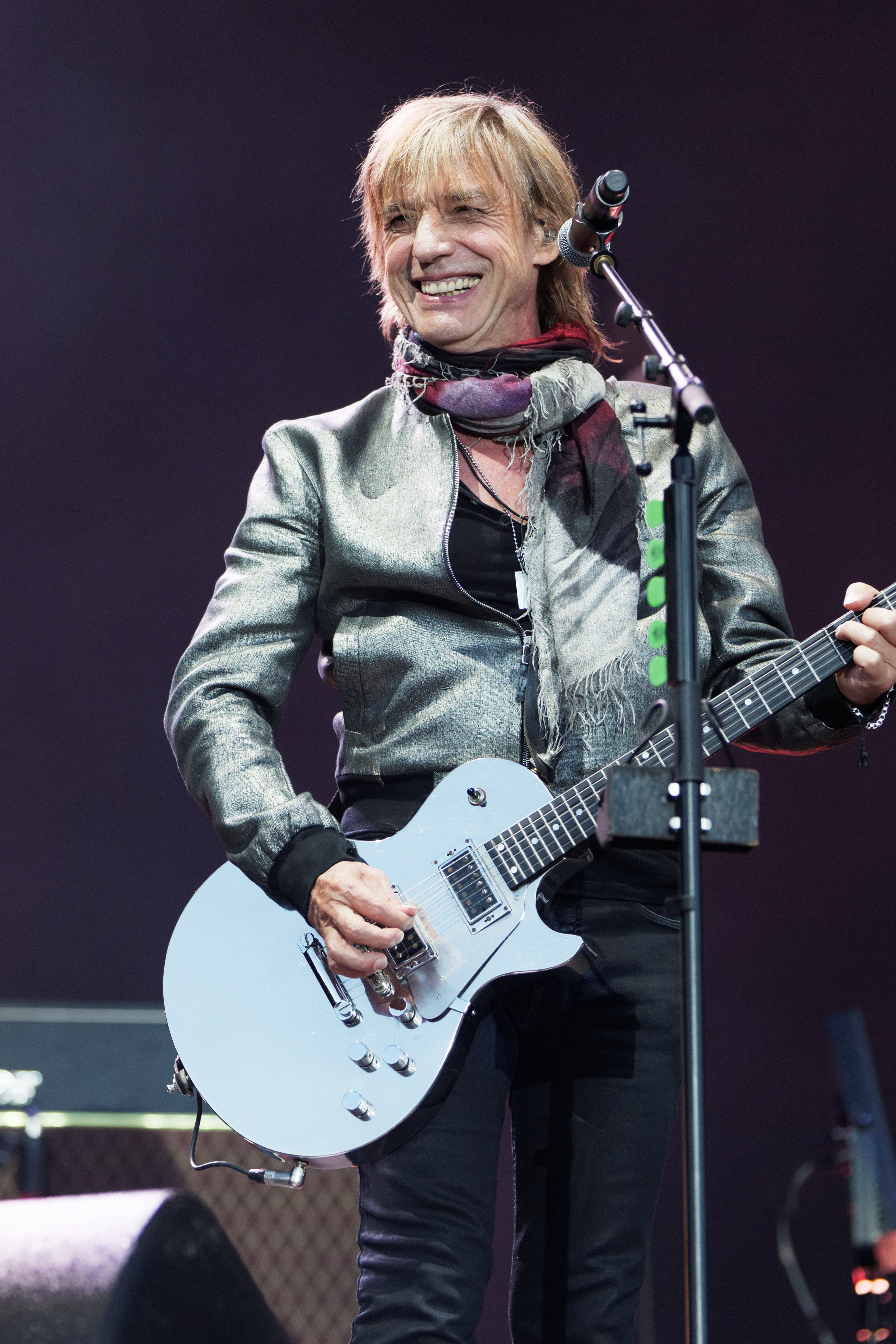
Jean-Louis Aubert en concert avec Les Insus ? lors du festival des Vieilles Charrues 2016.

Le 11 septembre 2015, le groupe Téléphone se réunit partiellement de façon éphémère pour un concert au Point Éphémère à Paris sous le nom « Les Insus ? » (pour « insupportables »), la bassiste Corine Marienneau étant remplacée par Aleksander Angelov. Un autre concert est donné à Lille le 15 septembre. Les Insus ? donnent également un concert à Lyon, au Transbordeur, le 6 octobre 2015. Puis, le nouveau groupe (toujours sans Corine) fait une véritable tournée française à guichets fermées du 27 avril au 11 novembre 2016 dans plusieurs grandes villes et plusieurs festivals. Le 12 novembre 2016, ils annoncent une tournée des festivals durant l'été 2017 et un final au Stade de France le 16 septembre 2017. L'album live retraçant la tournée sort le 8 septembre 2017.
Entretemps, Jean-Louis participe à l'album de reprises des chansons d'Alain Souchon, Souchon dans l'air, paru le 16 juin 2017.

#### Refuge(2019-2020)

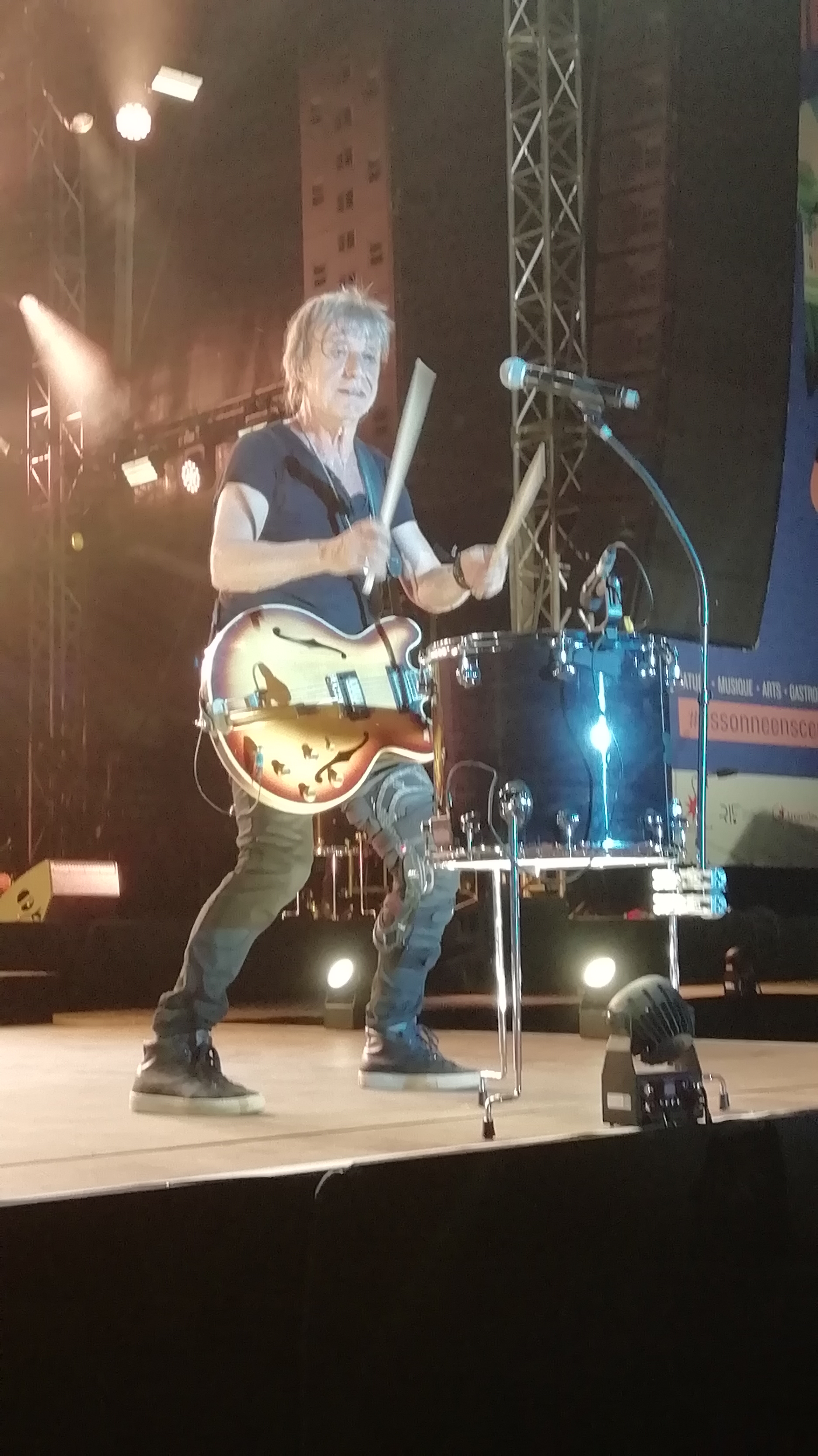
Jean-Louis Aubert en concert à Chamarande en septembre 2021.

En 2019, Jean-Louis Aubert se lance dans une nouvelle tournée, Prémixes, prémices d'un nouvel album. Durant la tournée, il enregistre presque seul son album suivant, Refuge, véritable double album de 22 nouvelles chansons qui sort le 15 novembre 2019. Considéré comme l'album de la " maturité juvénile" par les critiques, le succès commercial est au rendez-vous puisqu'il est disque de platine trois mois plus tard,. Intitulée OLO Tour, la tournée moderne et novatrice qui suit (de 22 concerts programmés du 27 février au 10 avril 2020) lui permet de retrouver à travers une nouvelle scénographie ses hologrammes de lui-même jouant en direct les autres instruments. Mais en raison du confinement dû au coronavirus, il se voit contraint de décaler sa tournée jusqu'à l'automne 2020 et d'effectuer des petits concerts en direct dans son « refuge » chez lui sur Facebook comme il a l'habitude de le faire depuis quelques années. Durant le confinement, le chanteur demande à son public de se filmer et de lui envoyer les vidéos afin de réaliser son clip suivant, celui de la chanson Du bonheur.

#### Souci de santé (2020) et reprise des concerts (2021)
Le 20 juillet 2020, Jean-Louis Aubert dévoile qu'au lendemain d'une émission radio, il avait été admis à l'hôpital en raison d'un fort essoufflement et d'une difficulté à respirer. Le diagnostic des médecins conclut à une malformation de naissance sur la valve aortique, non détectée auparavant, qui nécessite une opération à cœur ouvert en urgence pour remplacer la valve défectueuse. Le lendemain, des proches du chanteur ont affirmé au journal Le Parisien que Jean-Louis Aubert allait mieux : « C'était une opération délicate, mais tout s'est très bien déroulé », assurent-ils. L’artiste ne remonte toutefois pas immédiatement sur scène. « Jean-Louis Aubert devait démarrer une tournée à la rentrée, mais elle a été annulée, puisque la fréquentation dépassait les 5 000 spectateurs », a expliqué au média son manager, Lambert Boudier.
Remis de ses problèmes de santé, Jean-Louis Aubert donne son premier concert (en streaming en direct avec des hologrammes) pour ses 66 ans le 12 avril 2021. Puis il effectue une tournée des Zéniths intitulée OLO Tour, avec ses hologrammes et ses loopers (le Dragon), qui s'achève par deux concerts au Zénith de Paris les 6 et 7 décembre 2021 (ce dernier concert ayant été enregistré et diffusé le 2 février 2022 sur Culturebox), renonçant aux dernières dates de la tournée qui devait se terminer le 22 mars 2022 à Paris à l'Accor Arena. La tournée des théâtres (prémices puis prémixes) suivie des festivals (avec son groupe Les Sculpteurs de vent) jusqu'au OLO Tour aura rassemblé plus de 400 000 spectateurs en près d'une centaine de concerts.

#### Nouvel albumPafini(2024)
Mi-juin 2024, Jean-Louis Aubert sort un nouveau single intitulé Merveille qui se pose aussitôt en tube de l'été et annonce un nouvel album, le dixième en solo, qui sera suivi d'un documentaire puis d'une tournée en 2025 pour son 70e anniversaire. Début juillet 2024, il est annoncé que l'album s'intitule Pafini, compte 11 chansons et sortira le 20 septembre 2024, soit cinq ans après le précédent Refuge. Un dispositif particulier prévoit qu'en plus de la pochette officielle de l'album, le disque sortira (en nombre limité) en 11 autres covers alternatives « dessinées par l'artiste lui-même », une par titre de l'album.

## Discographie

### Avec Téléphone
Voir Discographie de Téléphone

### Album studio
- 1987 : Plâtre et Ciment – réalisé sous le nom de Jean-Louis Aubert 'n Ko, vendu à 155 000 exemplaires
- 1989 : Bleu Blanc Vert – 200 000 exemplaires
- 1993 : H – 400 000 exemplaires
- 1997 : Stockholm – 115 000 exemplaires
- 2001 : Comme un accord – produit par Renaud Letang, vendu à 350 000 exemplaires
- 2005 : Idéal standard – enregistré au Château d'Hérouville, vendu à 400 000 exemplaires
- 2010 : Roc éclair – 370 000 exemplaires
- 2014 : Les Parages du vide  – mise en musique des poèmes issus du livre Configuration du dernier rivage de Michel Houellebecq, vendu à 150 000 exemplaires
- 2019 : Refuge – 250 000 exemplaires
- 2024 : Pafini[48]

### Album live
- 1994 : Une page de tournée – album en concert vendu à 100 000 exemplaires
- 1998 : Concert privé – album en concert diffusé en direct sur M6
- 2003 : Comme on a fait – album en concert paru en DVD
- 2008 : Un tour sur moi-même – triple compilation de chansons réinterprétées en acoustique ; version live acoustique disponible en DVD
- 2012 : Live = Vivant – album en concert retraçant la tournée Roc'éclair, vendu à 70 000 exemplaires
- 2022 : OLO Tour (Live au Zénith de Paris, 2021) – album en concert paru en CD, DVD et vinyle[49]

### Compilations
- 2003 : Comme on a dit – compilation, vendu à 390 000 exemplaires
- 2009 : Premières Prises – compilation de chansons réinterprétées en acoustique vendu à 50 000 exemplaires

### Singles
- 1986 : Juste une illusion
- 1987 :
  - Plâtre et Ciment
  - Les Plages
  - Quand Paris s'éteint
  - Tel est l'amour (mon amour)
- 1989 : Locataire
- 1990 :
  - Voilà, c'est fini
  - Univers
- 1991 : Sid'Aventure
- 1992 :
  - Temps à nouveau
  - À l'eau
- 1993 :
  - Entends-moi
  - Toi que l'on n'Homme pas
- 1994 :
  - Moments
  - Le Bateau sous la terre
- 1997 :
  - Le jour se lève encore
  - Océan
- 1998 :
  - La P'tite Semaine
  - Je crois en tout, je n'croix en rien
- 2001 : Alter Ego
- 2002 :
  - Commun accord
  - Milliers, Millions, Milliards
- 2003 :
  - Sur la route, en duo avec Raphael
  - Qu'allons-nous leur laisser
- 2005 : Parle-moi
- 2006 :
  - Ailleurs
  - On vit d'amour
  - On aime
- 2007 : À ceux qui passent
- 2008 : Il y a longtemps que je t'aime
- 2010 : Demain sera parfait
- 2011 :
  - Puisses-tu
  - Maintenant je reviens
  - Marcelle
- 2012 :
  - Les Lépidoptères
  - Vingt Ans
- 2014 :
  - Isolement
  - Voilà, ce sera toi
  - Manu
- 2019 : Bien sûr
- 2020 : 
  - Du bonheur
  - Aussi loin
- 2021 : Où me tourner
- 2024 : Merveille

### Filmographie
- 1987 : Jean Louis Aubert n'Ko – concert au Bataclan, mai 1987.
- 2003 : Comme on a fait – concert au Zénith de Paris, juin 2003.
- 2003 : Les Clefs de bagnole de Laurent Baffie – clap de la scène 23C/2
- 2006 : Idéal Tour – concert aux Francofolies de la Rochelle, juillet 2006.
- 2008 : Un tour sur moi-même (avec vous) – concert acoustique au théâtre Sébastopol de Lille, février 2008.
- 2012 : Live = Vivant – concert au Palais omnisports de Paris-Bercy, novembre 2011.

### Participations
- 1985 : Éthiopie avec 34 autres chanteurs célèbres sous le nom Chanteurs sans frontières. Il chante deux phrases de couplet comme tous les autres mais aussi le premier refrain tout seul.
- 1990 : Reprend Jalousie des Rita Mitsouko sur l'album Diversion
- 1999 : Veille sur moi et Bamboo Man, sur le disque anniversaire des 50 ans d'Emmaüs, Emmaüs Mouvement
- 2000 : Le Chanteur sur l'album Balavoine hommages
- 2003 : Sur la route, en duo avec Raphaël sur l'album La Réalité
- 2003 : Morgane de toi avec Mc Solaar, Yannick Noah, Billy Crawford et la participation de Louis Bertignac sur l'album associatif Les Enfants de la Terre
- 2013 : Tous les hommes à la mer en duo avec Axel Bauer sur l'album Peaux de serpent
- 2014 : Manu, sur l'album hommage collectif La Bande à Renaud
- 2017 : Et si en plus y'a personne sur l'album hommage à Alain Souchon, Souchon dans l'air
- 2022 : Vesna Mirabeau en faveur des enfants d'Ukraine pour l'UNICEF
- 2023 : La vie m'suffit en duo avec Vianney sur l'album À 2 à 3 de Vianney

## Tournées solo
- 1986 : Tournée Aubert 'n' Ko - 6 concerts (préparation de la Tournée Plâtre et Ciment).
- 1987-1988 : Tournée Plâtre et Ciment - 45 concerts.
- 1990 : Tournée Bleu Blanc Vert - 52 concerts.
- 1993 : Tournée H - 86 concerts.
- 1994 : Tournée 3 - 10 concerts (complément de la Tournée H).
- 1997 : Tournée Stockholm Tour - 43 concerts.
- 2002-2003 : Tournée Fait Tournée - 103 concerts.
- 2006 : Tournée Idéal Tour - 99 concerts.
- 2007-2009 : Tournée Un tour sur moi-même (acoustique) - 127 concerts.
- 2011-2012 : Tournée Roc'Eclair Tour - 82 concerts.
- 2014 : Tournée Aubert chante Houellebecq- 34 concerts.
- 2020-2021 : Olo Tour - 29 concerts
- 2025 : Pafinitour

En plus de ses 11 tournées en solo, Jean-Louis Aubert a donné 25 concerts hors-tournée, 33 concerts humanitaires et a participé à 36 concerts en compagnie d'autres artistes. On peut également prendre en compte les 470 concerts qu'il a réalisés avec Téléphone entre 1976 et 1986.
Le total de ses représentations s'élève à ce jour à plus de 1 250 concerts.

## Décorations
- Officier de l'ordre des Arts et des Lettres Il est promu au grade d’officier par l’arrêté du 13 février 2015[51],[52].

Le 11 juillet 2025, il est nommé au grade de chevalier dans l'ordre national de la Légion d'honneur au titre de « auteur-compositeur-interprète ; 50 ans de services ».